# Acolia
La acolia es la decoloración de las heces por falta de pigmentos biliares. Ocurre por la ausencia o disminución marcada de secreciones biliares al intestino delgado (duodeno) a través del colédoco.  Se da principalmente por obstrucción de las vías biliares.

## Etimología
Procede de los términos griegos: a- "sin " + khol- "bilis" + -íā.
No es sinónimo de hipocolia, ya que esta es la disminución anormal de la cantidad de pigmentos biliares en las heces.

## Etiología
La acolia es un signo de muchas enfermedades, como la hepatitis, siendo tríada patognomónica con la ictericia, la coluria y la obstrucción de vías biliares por múltiples enfermedades.
Principales causas
- Colestasis.
- Colangitis esclerosante.
- Hepatitis viral.
- Cirrosis biliar.
- Cálculos biliares (colelitiasis).
- Tumor de páncreas.

Otras
- Medicamentos.
- Estenosis de vías biliares.
- Quistes, tumores benignos o malignos del sistema biliar o hígado.
- Alteraciones congénitas de la estructura biliar.
- Hiperbilirrubinemia directa.

## Fisiopatología
Metabolismos de la bilirrubina
Del 70 a 90% de la bilirrubina proviene de la degradación de la hemoglobina de eritrocitos viejos. Cuando la hemoglobina se degrada a nivel vascular o en el sistema reticuloendotelial se debe tomar en cuenta que sus 3 principales componentes son: parte proteica o globina, el grupo hem y el hierro. 
La globina será degradada en sus aminoácidos los cuales serán reserva corporal, el hierro será utilizado más que todo para producir nueva hemoglobina en la médula y el grupo hem producirá metabolitos que serán excretados por la bilis al intestino (la bilirrubina es el producto de esta porción).
La degradación del grupo hem tiene varios pasos
Primero se da la oxidación de un puente metilo en anillo porfirínico produciendo la verdoglobina(color verde oscuro), luego el tetrapirrol queda libre llamándose biliverdina que al reducirse su puente metilo central se convierte en la bilirrubina indirecta o no conjugada que será insoluble en la periferia y esta se transportará al hígado fuertemente unida a la albúmina.
Las células reticuloendoteliales del hígado por medio de la uridin-difosfato glucuronosil –transferasa, convertirá la bilirrubina indirecta en monoglucuronido y diglucuronido, que generará la bilirrubina directa o conjugada.
La bilirrubina conjugada se va almacenar en la vesícula biliar y será excretada al intestino (duodeno), donde pasa sin ser reabsorbida por la mucosa intestinal pero una porción de la flora intestinal convierte la bilirrubina de la bilis en urobilinógeno (compuesto incoloro hidrosoluble). Una parte del urobilinógeno se reabsorbe por los hepatocitos y se excreta de nuevo por el hígado dando el color característico a la orina, la porción no absorbida pasa al intestino donde se convierte en estercobilina el cual es el pigmento que le da el color marrón-anaranjado a las heces.  Cuando hay obstrucción biliar las heces salen acolias (gris/blanquecinas).

## Cuadro clínico
La falta de bilirrubina y sus derivados en el intestino delgado provoca la ausencia de color en las heces siendo las heces blancas su manifestación clínica.  Generalmente la persona que tiene acolia también va a desarrollar ictericia (la coloración amarillenta de las mucosas corporales y piel por aumento de bilirrubina) y la coluria (orina de color oscuro causado por la excreción del exceso de bilirrubina por vía urinaria.

### Acolia pigmentaria
La acolia apigmentaria es un caso específico de acolia, en el que se segrega una bilis incolora por la ausencia de pigmentos y es de difícil diagnóstico.

## Diagnóstico
Siempre hay que descubrir la causa primaria para que así desaparezca la acolia.
Procedimientos diagnósticos:
1. Cirugía para detectar alteraciones estructurales del tracto biliar.
2. Ultrasonido abdominal.
3. Examen de sangre y función hepática.
4. Colangiopancreatografía retrograda endoscópica.